# Rhinolophus affinis
Rhinolophus affinis е вид прилеп от семейство Подковоносови (Rhinolophidae). Видът не е застрашен от изчезване.

## Разпространение и местообитание
Разпространен е в Бангладеш, Бутан, Виетнам, Индия (Андамански острови), Индонезия (Калимантан, Малки Зондски острови и Суматра), Камбоджа, Китай, Лаос, Малайзия (Сабах и Саравак), Мианмар, Непал, Сингапур, Тайланд и Хонконг.
Обитава градски и гористи местности, пещери и плата в райони с тропически климат, при средна месечна температура около 19,2 градуса.

## Описание
Теглото им е около 13,7 g.
Популацията на вида е стабилна.